# Tyrone Washington
Pour les articles homonymes, voir Washington.
Tyrone Washington, né le 16 septembre 1976, à Saint-Louis, au Missouri, est un ancien joueur américain de basket-ball. Il évolue au poste de pivot.